# Paracincia butleri
Paracincia butleri là một loài bướm đêm thuộc phân họ Arctiinae, họ Erebidae.